# كونغو (فلم)
كونغو هو فيلم خيال علمي مغامرات أمريكي إنتاج 1995 مبني على رواية تحمل نفس الاسم للكاتب مايكل كرايتون.الفيلم من إخراج فرانك مارشال وبطولة لورا ليني،ديلان والش،إيرني هدسون،جرانت هيسلوف،جو دون بيكر وتيم كاري.عؤض الفيلم في 9 يونيو 1995.

## روابط خارجية
مقالات تستعمل روابط فنية بلا صلة مع ويكي بيانات